# Pogonești
Pogonești – wieś w Rumunii, w okręgu Vaslui, w gminie Pogonești. W 2011 roku liczyła 1209 mieszkańców.